# Война седьмой коалиции
Седьмая коалиция была спешно сформирована в 1815 году после возвращения Наполеона I, перед его входом в Париж. Король Франции, представитель династии Бурбонов, свергнутой в ходе Великой  французской революции, Людовик XVIII в этот момент бежал в Бельгию, когда его армия отказалась устранять Бонапарта. 13 марта, за шесть дней до того, как Наполеон достиг столицы, страны — участницы Венского конгресса объявили его вне закона. Четыре дня спустя Соединенное Королевство, Российская империя, Австрийская империя и Прусское королевство дали клятву мобилизовать по сто пятьдесят тысяч человек, чтобы отстранить его от управления Францией.
Участниками Седьмой коалиции являлись Великобритания, Австрия, Россия, Пруссия, Нидерланды, Испания, Швеция и ряд германских государств.
После неудачных попыток отговорить хотя бы одного из союзников от вторжения во Францию Наполеон знал, что его единственный шанс на успех — атаковать до того, как коалиция соберёт имеющиеся у неё в наличии войска. Если бы он смог уничтожить силы, присутствующие в Бельгии, прежде чем на помощь им пришли контингенты других союзников, он смог бы оттеснить британцев назад к морю и вывести пруссаков из войны.
Австрийцы сражались на Итальянском фронте в Неаполитанской войне, где Иоахим Мюрат, король Неаполя, пытался поднять Италию. Потерпев поражение в апреле, Мюрат был вынужден бежать 20 мая из Неаполя во Францию, где Наполеон отказался принять его, не прощая ему его дезертирства в 1814 году.
Как только Мюрат был устранен, Австрия и королевство Сардиния двинули свои войска на границу Альп. 15 июня, в тот самый день, когда Наполеон вошел в Бельгию, их войска перешли границу в Савойе и начали Лионскую кампанию.
Основными сражениями Войны седьмой коалиции стали битвы при Линьи (16 июня), Катр-Бра (16 июня), Вавре (18 и 19 июня) и Ватерлоо (18 июня). Бельгийская кампания началась 15 июня 1815 года, когда Северная армия Наполеона пересекла границу Бельгии, которая недавно присоединилась к Соединенному королевству Нидерландов. Её развертывание произошло быстрее, чем ожидали союзники: армия Веллингтона, наступавшая из Брюсселя и объединившая силы британских, голландских и нескольких немецких княжеств, форсированным маршем продвинулась, чтобы соединиться в Эно с прусской армией Блюхера, двинувшейся из Льежа.
16 июня на поле битвы в Линьи французы под командованием Наполеона заставили пруссаков отступить в замешательстве. В тот же день в Катр-Бра левое крыло французской армии под командованием маршала Нея заблокировало армию союзников, пришедшую на помощь пруссакам, сражавшимся в Линьи. 18 июня произошла решающая битва при Ватерлоо. В течение дня французская армия под командование Наполеона, немного превосходящая по численности противника, атаковала армию союзников, расположенную на вершине склона. К концу дня прибытие пруссаков и задержка войск маршала Груши принесли союзникам решительную победу.
Союзники преследовали французскую армию и 20 июня пересекли французскую границу. Наполеон, вернувшись в Париж, тщетно искал поддержки Сената для продолжения войны: ему пришлось отречься от престола 22 июня, когда союзники шли на Париж. Вокруг Парижа произошло несколько второстепенных сражений, в то время как Наполеон бежал к атлантическому побережью Франции, надеясь отплыть в Соединенные Штаты, но английский флот блокировал побережье и сделал это невозможным. Наполеон должен был сдаться англичанам 15 июля и подписать отречение, после чего был отправлен в ссылку на остров Святой Елены.
Австро-сардинское наступление в долине Роны завершилось капитуляцией маршала Сюше в Лионе 12 июля. Парижский договор и создание Пентархии положили конец Седьмой коалиции. Франция снова была оккупирована до 1818 года.